# Grensovergang Wartha-Herleshausen

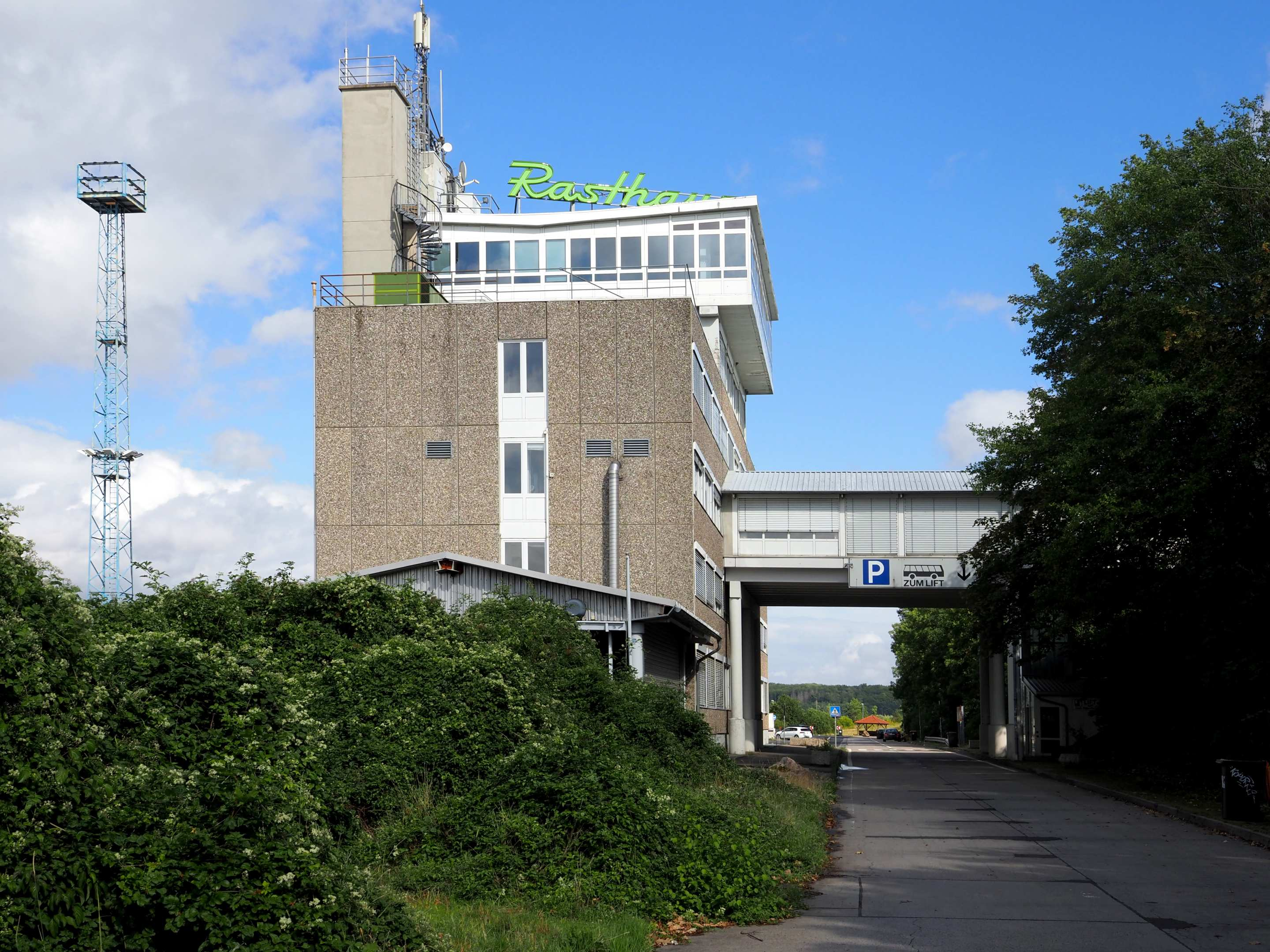
Wegrestaurant in het oude kantoorgebouw van de DDR-grensbewaking. Links een lichtmast

De Grensovergang Wartha-Herleshausen was tijdens de deling van Duitsland een van de weinige grensovergangen in de Duits-Duitse grens. De grensovergang lag aan de E40 tussen de gemeenten Herleshausen in de Bondsrepubliek en Wartha in de DDR. Tot 1984 lag tussen de controleposten aan beide zijden van de grens een tweestrooksweg. In dat jaar werd een Autobahn geopend, de Bundesautobahn 4 en werd de grensovergang naar deze autosnelweg verplaatst.
Na de Duitse hereniging werd de controlepost aan de oostzijde van de grens omgebouwd tot Raststätte Eisenach. De wachttoren bleef bewaard en het wegrestaurant werd gevestigd in het oude kantoorgebouw van de DDR-grensbewaking. Aan de westelijke kant van de grens werd eveneens een wegrestaurant gevestigd. In 2005 is deze gesloopt bij uitbreidingswerkzaamheden van de autosnelweg.

## Historie
De grensovergang Wartha-Herleshausen was de enige grensovergang tussen de deelstaten Thüringen en Hessen. Tot de opening van de grensovergang was in 1946 besloten door de Sovjet- en de Amerikaanse bezettingsmachten. In eerste instantie kon de grens alleen per trein worden gepasseerd op het traject Eisenach-Bebra. In 1963 werd het personenverkeer via deze grensovergang beëindigd.
In 1952 werd een grensovergang voor het wegverkeer geopend. De grens werd gepasseerd via een tweestrooksweg die aan beide zijden van de grens aansloot op een autosnelweg. In 1981 kon de DDR-spion Günter Guillaume via deze grensovergang de Bondsrepubliek verlaten.
Vanaf 1983 werd met West-Duitse financiële steun het Autobahntraject tussen Eisenach-West en de Duits-Duitse grens aangelegd en in 1984 verhuisde de grensovergang naar de nieuwe locatie.

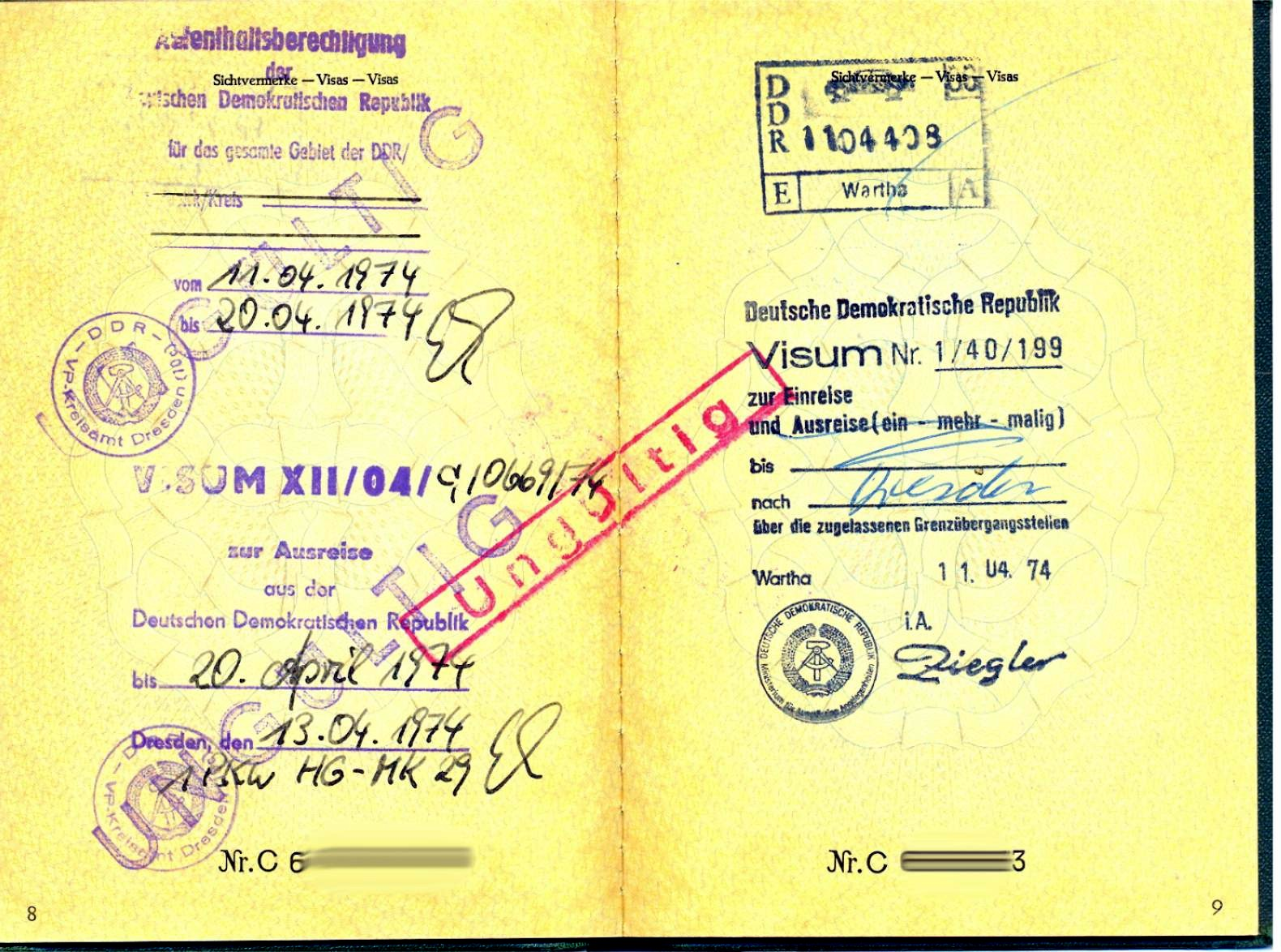
DDR-Visumstempel Wartha, jaren zeventig
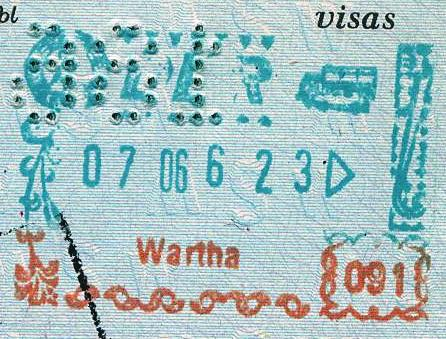
DDR-Visumstempel Wartha, 1986
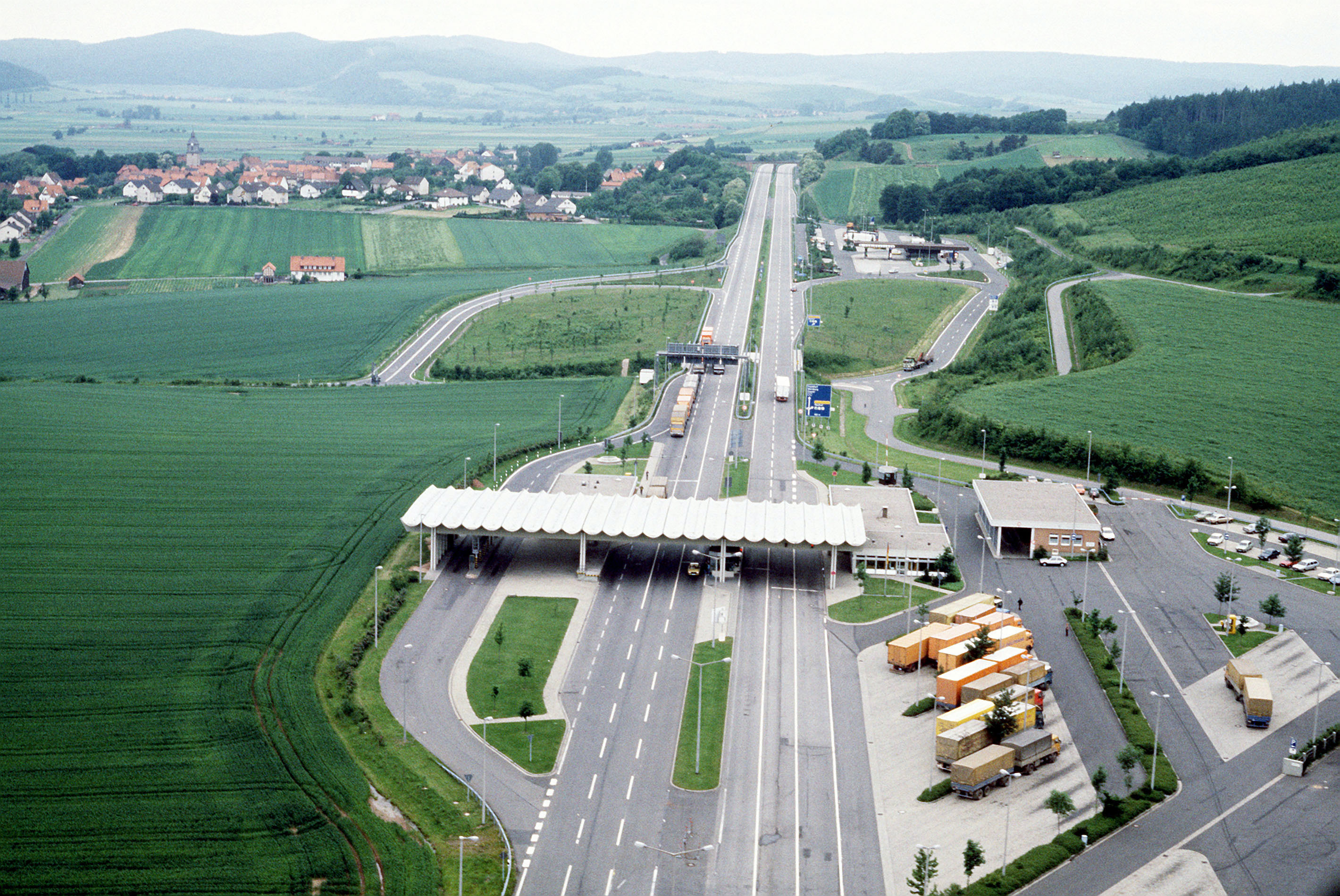
Controlepost aan de West-Duitse zijde in 1985